# 逆川岳
逆川岳（さかさがわだけ）は、青森県青森市にある標高が1,183.4mの山である。酸ヶ湯温泉の南南西の方角に位置する。山の南側には横沼という沼がある。
春にスキーが行われている場所としても有名。登山中に雪崩が発生することもあり、注意も必要である。

## 山頂
山頂からは八甲田の山々を望むことができる。またブナ林も見ることもできる。